# David Moginier
David Moginier, né à Lausanne en 1959, est un écrivain et journaliste vaudois.

## Biographie
David Moginier fait des études secondaires à Morges avant de fréquenter le Gymnase de la Cité à Lausanne. Après avoir volontairement interrompu des études de lettres commencées à l'Université de Lausanne, il enseigne le français et devient correcteur de nuit aux Imprimeries réunies de Lausanne avant d'être nommé secrétaire de rédaction de L'Hebdo entre 1990 et 1994. Il lance ensuite le journal 24 Horas à Lisbonne en 1997, puis rentre l'année suivante en Suisse pour devenir rédacteur en chef du Matin jusqu'en 1999.
Il travaille ensuite au journal Le Temps, à Genève puis, en 2002, rejoint la rédaction en chef de 24 heures, avant de lancer le projet internet commun entre 24 Heures et La Tribune de Genève, dont il a dirigé la rédaction online de 2006 à 2008 où il participe à la création de Hommages.ch, de NashaGazeta.ch, etc. Dès fin 2008, il rejoint le magazine du samedi de 24 heures comme responsable d'édition et journaliste gastronomique. Il en était le secrétaire général tout en consacrant l'essentiel de son activité à la cuisine, aux restaurants et aux vins. Depuis sa retraite anticipée fin 2021, il continue à y collaborer tout en participant à d'autres projets.
Passionné de cuisine et de gastronomie, il a tenu à plusieurs reprises des chroniques culinaires, dont "Fin Bec" dans L'Hebdo, réunies dans un livre. Il a été également le responsable du guide Le Coup de fourchette, et tient un blog culinaire. Il a écrit les textes du livre du chef suisse Etienne Krebs, Héritage, paru en 2010. Il a également collaboré au livre du Meilleur Ouvrier de France Christophe Pacheco, "Le Berceau des Sens". Et il a écrit les textes de "Bonheurs gourmands au Chalet-des-enfants : histoire, produits et recettes d'une ferme-auberge". En 2021, il collabore avec les chefs trois étoiles Franck Giovannini pour « Cinq saisons chez vous » et deux étoiles Carlo Crisci pour « Carlo Crisci sans chichi ». En 2023, il sort «Manger vaudois», un mélange de recettes et de portraits de cinq chefs vaudois.
En 1983, David Moginier publie dans la collection Le Coup de dés un recueil de nouvelles : Le roi des noctambules (L'Aire), suivi en 1985 par un court récit L'enfant déraciné publié par les Éditions des Terreaux (édition hors commerce).

## Publications
- Le Roi des Noctambules, Éditions de l'AireRecueil de nouvelles[4]
- L'Enfant déraciné, Éditions des TerreauxRoman
- Fin Bec, Éditions L'Hebdo (ISBN 385859301X)Recueil de textes culinaires[5]
- Héritage, Éditions Favre, 2010 (ISBN 9782828911645)Recueil de textes culinaires[6]
- Le Berceau des Sens, Éditions Favre, 2014, 224 p. (ISBN 9782828914363)Recueil de textes culinaires[7]
- Bonheurs gourmands au Chalet-des-Enfants. Histoire, produits et recettes d'une ferme-auberge, Éditions 2Suisses, 2015, 144 p. (ISBN 9782839917797)Recueil de textes culinaires[8]
- Franck Giovannini, Pierre-Michel Delessert, David Moginier, Franck Giovannini, cinq saisons chez vous, Éditions Favre, 5 novembre 2021, 276 p. (ISBN 978-2-8289-1955-9)Recueil de textes culinaires[8]
- Carlo Crisci, Pierre-Michel Delessert, David Moginier, Carlo Crisci sans chichi, Éditions Favre, 11 0ctobre 2021, 160 p. (ISBN 978-2-8289-1935-1)Recueil de textes culinaires[8]
- David Moginier, Manger vaudois, Ed. Favre.  (ISBN 978-3-03869-140-2)

## Sources
- « David Moginier », sur la base de données des personnalités vaudoises sur la plateforme « Patrinum » de la Bibliothèque cantonale et universitaire de Lausanne.
- http://www.delice-network.org/fileadmin/user_upload/doc_lyon/presse_LAUSANNE/24h_Moginier.pdf
- 4e de couverture de Le roi des noctambules